# NGC 2369
NGC 2369 é uma galáxia espiral barrada (SBa) localizada na direcção da constelação de Carina. Possui uma declinação de -62° 20' 38" e uma ascensão recta de 7 horas, 16 minutos e 37,7 segundos.
A galáxia NGC 2369 foi descoberta em 26 de Dezembro de 1834 por John Herschel.